# Raijua
Raijua (auch: Rai Jua) ist eine indonesische Insel an der Grenze zwischen der Sawusee und dem Indischen Ozean. Mit ihrem größeren Nachbarn Sawu bildet sie die Gruppe der Sawuinseln, die zu den Kleinen Sundainseln gehören.

## Geographie
6 km im Osten liegt Sawu. Westlich liegt die Insel Sumba, nördlich Flores und östlich Timor. Raijua bildet seit dem 29. Oktober 2008 einen Distrikt (Kecamatan) des Regierungsbezirks (Kabupaten) Sawu Raijua der Provinz Ost-Nusa Tenggara. Davor war es Teil des Regierungsbezirks Kupang. Die Insel hat eine Fläche von 36,97 Quadratkilometern, einen Umfang von etwa 30 Kilometern und ist 13 Kilometer lang.

### Dörfer
- Ballu
- Ballua
- Kolorae
- Kolo Uju
- Merapo (Hauptort)
- Ledeke
- Ledeunu

## Einwohner
Die Einwohner sprechen einen Dialekt des Sawunesischen, das Raijua.

## Wirtschaft
Touristisch interessant ist der weiße Sandstrand der Insel, an dem auch geschnorchelt wird. In der Trockenzeit von Mai bis Oktober kann man hier Surfen, da sich die Wellen an einem vorgelagerten Riff brechen. Allerdings gibt es keine touristischen Einrichtungen.